# Посольство Росії в Канаді
Посольство Росії в Канаді — посольство Росії в Оттаві, Онтаріо, Канада, розташоване за адресою Шарлотт-стріт, 285, у східній частині Лорьє-авеню, побудованої за проєктом Вернера Ноффке. З півдня воно виходить на парк Страткона, а на схід — на річку Рідо. Росія також має консульства в Торонто та Монреалі.

## Історія
Ця територія була передана Радянському Союзу в 1942 році й містилася у великому маєтку, який раніше належав Дж. Фреду Буту, сину лісового барона Дж. Р. Бута. У цьому маєтку відбулося весілля дочки Фреда Бута Лоїс з принцом Еріком Данським, сином принца Данії Вальдемара. Під час Другої світової війни будівля була експропрійована урядом для використання Королівським військово-морським флотом Канади, але натомість була передана радянській владі для розміщення їхнього зростаючого представництва. Саме в цій будівлі працював Ігор Гузенко, звідки він вивіз документи перед своєю втечею 1945 року.
1 січня 1956 року на третьому поверсі посольства сталася пожежа. Працівники посольства намагалися загасити її самотужки та не викликали пожежників. Їм це не вдалося, і незабаром сусіди помітили дим, що валив з будівлі. Коли прибула пожежна команда, радянські працівники не впустили їх всередину, наполягаючи на тому, що вони боротимуться з вогнем з тротуару ззовні. Мер Оттави Шарлотта Віттон прибула на місце пожежі та вимагала допустити пожежників, погрожуючи арештом співробітникам посольства. Посередником у суперечці між мером і послом виступив міністр кабінету міністрів Пол Мартін, який також прибув на місце події. Нарешті пожежникам дозволили увійти в будівлю, але тільки після того, як радянські війська вивезли велику кількість секретних документів та обладнання. Однак було вже надто пізно, і будівля була знищена.
Залишки садиби було знесено, а на її місці зведено нинішню строгу будівлю в класичному радянському стилі. Після пожежі посольство було переведено на Блекберн-авеню, 24, де розміщувався офіс радянського комерційного радника. RCMP, яка очолювала на той час канадську службу безпеки, у співпраці з MI5, проникла на будмайданчик, намагаючись установити жучок у будівлі під час операції, відомої як "Операція «Хробак роси».
Після розпаду Радянського Союзу будівля стала посольством Росії. Масивний бюст Леніна було прибрано з вестибюля, а незабаром після цього зовнішній вигляд будівлі було змінено, щоб зробити його менш імпозантним.
У листопаді 2022 року посольство Росії вступило у Twitter-битву з трьома канадськими міністрами-геями через російський закон про ЛГБТК 2022 року. Російський посол заявив, що Росія не втручається у внутрішні справи Канади.

### Справа про шпигунство Джеффрі Делісла
У липні 2007 року Джеффрі Делайсл, колишній старший лейтенант Королівського військово-морського флоту Канади, прийшов до посольства Росії в Оттаві та запропонував продати секретну інформацію російській службі військової розвідки — ГРУ. Зрештою, він передав Росії секретну інформацію з надсекретної мережі обміну розвідувальними даним STONEGHOST. Делайсл продовжував передавати секретну інформацію своєму куратору з ГРУ ще 4 роки до грудня 2011 року, перш ніж був заарештований у січні 2012 року.

### Російське вторгнення в Україну
1 березня 2022 року, під час російського вторгнення в Україну, посольство заявило, що російська армія не окуповує українську територію і вживає всіх заходів для збереження життя і безпеки цивільного населення, не надаючи доказів. Посольство стверджувало, що відповідальність за всі випадки загибелі цивільних осіб під час російської атаки, яку в підконтрольних Кремлю ЗМІ називають «Спеціальною військовою операцією», лежить на українській стороні Міністр закордонних справ Канади Мелані Жолі назвала заяви російського посольства «дезінформацією» та «пропагандою».

## Радянсько-російські посли в Канаді
- Зарубін Георгій Миколайович 1941—1942
- Гусєв Федір Тарасович 1942—1943
- Чувахін Дмитро Степанович 1953—1958
- Мірошниченко Борис Пантелеймонович 1968—1973
- Яковлєв Олександр Миколайович 1973—1983
- Родіонов Олексій Олексійович 1983—1990
- Овінніков Річард Сергійович 1990—1992
- Бєлоногов Олександр Михайлович 1992—1998
- Чуркін Віталій Іванович 1998—2003
- Мамедов Георгій Енверович 2003—2014
- Дарчієв Олександр Микитович 2014—2021
- Степанов Олег Володимирович 2021–дотепер